# Lista de vencedores de provas francesas de futebol por época
Esta é uma lista de vencedores de provas nacionais de futebol em França. Esta lista inclui as principais provas organizadas pela Federação Francesa de Futebol e pela Ligue de Football Professionnel, incluindo a Ligue 1 (Campeonato), a Taça de França, a Taça da Liga Francesa e a Supertaça de França (Trophée des Champions).

## História
O Campeonato Nacional em França teve a sua edição inaugural na época 1893-94, tendo como primeiro campeão o Standard.
A Taça de França, a segunda prova francesa mais importante, teve início na época 1917-18. O primeiro vencedor desta competição foi o Paris.
Na época 1994-95 foram criadas a Taça da Liga Francesa e a Supertaça de França, esta última denominada de Trophée des Champions. O vencedor das edições inaugurais de ambas as competições foi o Paris Saint-Germain. 

## Vencedores por Época
| Vencedores das Competições Francesas de Futebol |                       |                       |                       |                                 |
| Época                                           | Campeonato            | Taça de França        | Taça da Liga          | Supertaça Trophée des Champions |
| 1893/1894                                       | Standard              |                       |                       |                                 |
| 1894/1895                                       | Standard              |                       |                       |                                 |
| 1895/1896                                       | Club Français         |                       |                       |                                 |
| 1896/1897                                       | Standard              |                       |                       |                                 |
| 1897/1898                                       | Standard              |                       |                       |                                 |
| 1898/1899                                       | Le Havre              |                       |                       |                                 |
| 1899/1900                                       | Le Havre              |                       |                       |                                 |
| 1900/1901                                       | Standard              |                       |                       |                                 |
| 1901/1902                                       | Racing Roubaix        |                       |                       |                                 |
| 1902/1903                                       | Racing Roubaix        |                       |                       |                                 |
| 1903/1904                                       | Racing Roubaix        |                       |                       |                                 |
| 1904/1905                                       | Gallia                |                       |                       |                                 |
| 1905/1906                                       | Racing Roubaix        |                       |                       |                                 |
| 1906/1907                                       | Étoile des Deux-Lacs  |                       |                       |                                 |
| 1907/1908                                       | Patronage Ollier      |                       |                       |                                 |
| 1908/1909                                       | Saint Ouen            |                       |                       |                                 |
| 1909/1910                                       | Vitry                 |                       |                       |                                 |
| 1910/1911                                       | Cercle Paris          |                       |                       |                                 |
| 1911/1912                                       | Étoile des Deux-Lacs  |                       |                       |                                 |
| 1912/1913                                       | Cercle Paris          |                       |                       |                                 |
| 1913/1914                                       | Olympique de Lille    |                       |                       |                                 |
| 1914/1915                                       | –                     |                       |                       |                                 |
| 1915/1916                                       | –                     |                       |                       |                                 |
| 1916/1917                                       | –                     |                       |                       |                                 |
| 1917/1918                                       | –                     | Olympique de Paris    |                       |                                 |
| 1918/1919                                       | –                     | CASG Paris            |                       |                                 |
| 1919/1920                                       | –                     | Cercle Paris          |                       |                                 |
| 1920/1921                                       | –                     | Red Star              |                       |                                 |
| 1921/1922                                       | –                     | Red Star              |                       |                                 |
| 1922/1923                                       | –                     | Red Star              |                       |                                 |
| 1923/1924                                       | –                     | Olympique de Marselha |                       |                                 |
| 1924/1925                                       | –                     | CASG Paris            |                       |                                 |
| 1925/1926                                       | –                     | Olympique de Marselha |                       |                                 |
| 1926/1927                                       | Cercle Paris          | Olympique de Marselha |                       |                                 |
| 1927/1928                                       | Stade Français        | Red Star              |                       |                                 |
| 1928/1929                                       | Olympique de Marselha | Montpellier           |                       |                                 |
| 1929/1930                                       | –                     | Sète                  |                       |                                 |
| 1930/1931                                       | Souchaux              | Club Français         |                       |                                 |
| 1931/1932                                       | Mulhouse              | Cannes                |                       |                                 |
| 1932/1933                                       | Olympique de Lille    | Excelsior Roubaix     |                       |                                 |
| 1933/1934                                       | Sète                  | Sète                  |                       |                                 |
| 1934/1935                                       | Souchaux              | Olympique de Marselha |                       |                                 |
| 1935/1936                                       | Racing Paris          | Racing Paris          |                       |                                 |
| 1936/1937                                       | Olympique de Marselha | Souchaux              |                       |                                 |
| 1937/1938                                       | Souchaux              | Olympique de Marselha |                       |                                 |
| 1938/1939                                       | Sète                  | Racing Paris          |                       |                                 |
| 1939/1940                                       | –                     | Racing Paris          |                       |                                 |
| 1940/1941                                       | –                     | Bordeaux              |                       |                                 |
| 1941/1942                                       | –                     | Red Star              |                       |                                 |
| 1942/1943                                       | –                     | Olympique de Marselha |                       |                                 |
| 1943/1944                                       | –                     | Nancy                 |                       |                                 |
| 1944/1945                                       | –                     | Racing Paris          |                       |                                 |
| 1945/1946                                       | Lille                 | Lille                 |                       |                                 |
| 1946/1947                                       | Excelsior Roubaix     | Lille                 |                       |                                 |
| 1947/1948                                       | Olympique de Marselha | Lille                 |                       |                                 |
| 1948/1949                                       | Reims                 | Racing Paris          |                       |                                 |
| 1949/1950                                       | Bordeaux              | Reims                 |                       |                                 |
| 1950/1951                                       | Nice                  | Strasbourg            |                       |                                 |
| 1951/1952                                       | Nice                  | Nice                  |                       |                                 |
| 1952/1953                                       | Reims                 | Lille                 |                       |                                 |
| 1953/1954                                       | Lille                 | Nice                  |                       |                                 |
| 1954/1955                                       | Reims                 | Lille                 |                       |                                 |
| 1955/1956                                       | Nice                  | Sedan                 |                       |                                 |
| 1956/1957                                       | Saint-Étienne         | Toulouse              |                       |                                 |
| 1957/1958                                       | Reims                 | Reims                 |                       |                                 |
| 1958/1959                                       | Nice                  | Le Havre              |                       |                                 |
| 1959/1960                                       | Reims                 | Monaco                |                       |                                 |
| 1960/1961                                       | Monaco                | Sedan                 |                       |                                 |
| 1961/1962                                       | Reims                 | Saint-Étienne         |                       |                                 |
| 1962/1963                                       | Monaco                | Monaco                |                       |                                 |
| 1963/1964                                       | Saint-Étienne         | Lyon                  |                       |                                 |
| 1964/1965                                       | Nantes                | Rennes                |                       |                                 |
| 1965/1966                                       | Nantes                | Strasbourg            |                       |                                 |
| 1966/1967                                       | Saint-Étienne         | Lyon                  |                       |                                 |
| 1967/1968                                       | Saint-Étienne         | Saint-Étienne         |                       |                                 |
| 1968/1969                                       | Saint-Étienne         | Olympique de Marselha |                       |                                 |
| 1969/1970                                       | Saint-Étienne         | Saint-Étienne         |                       |                                 |
| 1970/1971                                       | Olympique de Marselha | Rennes                |                       |                                 |
| 1971/1972                                       | Olympique de Marselha | Olympique de Marselha |                       |                                 |
| 1972/1973                                       | Nantes                | Lyon                  |                       |                                 |
| 1973/1974                                       | Saint-Étienne         | Saint-Étienne         |                       |                                 |
| 1974/1975                                       | Saint-Étienne         | Saint-Étienne         |                       |                                 |
| 1975/1976                                       | Saint-Étienne         | Olympique de Marselha |                       |                                 |
| 1976/1977                                       | Nantes                | Saint-Étienne         |                       |                                 |
| 1977/1978                                       | Monaco                | Nancy                 |                       |                                 |
| 1978/1979                                       | Strasbourg            | Nantes                |                       |                                 |
| 1979/1980                                       | Nantes                | Monaco                |                       |                                 |
| 1980/1981                                       | Saint-Étienne         | Bastia                |                       |                                 |
| 1981/1982                                       | Monaco                | Paris Saint-Germain   |                       |                                 |
| 1982/1983                                       | Nantes                | Paris Saint-Germain   |                       |                                 |
| 1983/1984                                       | Bordeaux              | Metz                  |                       |                                 |
| 1984/1985                                       | Bordeaux              | Monaco                |                       |                                 |
| 1985/1986                                       | Paris Saint-Germain   | Bordeaux              |                       |                                 |
| 1986/1987                                       | Bordeaux              | Bordeaux              |                       |                                 |
| 1987/1988                                       | Monaco                | Metz                  |                       |                                 |
| 1988/1989                                       | Olympique de Marselha | Olympique de Marselha |                       |                                 |
| 1989/1990                                       | Olympique de Marselha | Montpellier           |                       |                                 |
| 1990/1991                                       | Olympique de Marselha | Monaco                |                       |                                 |
| 1991/1992                                       | Olympique de Marselha | –                     |                       |                                 |
| 1992/1993                                       | –                     | Paris Saint-Germain   |                       |                                 |
| 1993/1994                                       | Paris Saint-Germain   | Auxerre               |                       |                                 |
| 1994/1995                                       | Nantes                | Paris Saint-Germain   | Paris Saint-Germain   | Paris Saint-Germain             |
| 1995/1996                                       | Auxerre               | Auxerre               | Metz                  | –                               |
| 1996/1997                                       | Monaco                | Nice                  | Strasbourg            | Monaco                          |
| 1997/1998                                       | Lens                  | Paris Saint-Germain   | Paris Saint-Germain   | Paris Saint-Germain             |
| 1998/1999                                       | Bordeaux              | Nantes                | Lens                  | Nantes                          |
| 1999/2000                                       | Monaco                | Nantes                | Gueugnon              | Monaco                          |
| 2000/2001                                       | Nantes                | Strasbourg            | Lyon                  | Nantes                          |
| 2001/2002                                       | Lyon                  | Lorient               | Bordeaux              | Lyon                            |
| 2002/2003                                       | Lyon                  | Auxerre               | Monaco                | Lyon                            |
| 2003/2004                                       | Lyon                  | Paris Saint-Germain   | Souchaux              | Lyon                            |
| 2004/2005                                       | Lyon                  | Auxerre               | Strasbourg            | Lyon                            |
| 2005/2006                                       | Lyon                  | Paris Saint-Germain   | Nancy                 | Lyon                            |
| 2006/2007                                       | Lyon                  | Souchaux              | Bordeaux              | Lyon                            |
| 2007/2008                                       | Lyon                  | Lyon                  | Paris Saint-Germain   | Bordeaux                        |
| 2008/2009                                       | Bordeaux              | Guingamp              | Bordeaux              | Bordeaux                        |
| 2009/2010                                       | Olympique de Marselha | Paris Saint-Germain   | Olympique de Marselha | Olympique de Marselha           |
| 2010/2011                                       | Lille                 | Lille                 | Olympique de Marselha | Olympique de Marselha           |
| 2011/2012                                       | Montpellier           | Lyon                  | Olympique de Marselha | Lyon                            |
| 2012/2013                                       | Paris Saint-Germain   | Bordeaux              | Saint-Étienne         | Paris Saint-Germain             |
| 2013/2014                                       | Paris Saint-Germain   | Guingamp              | Paris Saint-Germain   | Paris Saint-Germain             |
| 2014/2015                                       | Paris Saint-Germain   | Paris Saint-Germain   | Paris Saint-Germain   | Paris Saint-Germain             |
| 2015/2016                                       | Paris Saint-Germain   | Paris Saint-Germain   | Paris Saint-Germain   | Paris Saint-Germain             |
| 2016/2017                                       | Monaco                | Paris Saint-Germain   | Paris Saint-Germain   | Paris Saint-Germain             |
| 2017/2018                                       | Paris Saint-Germain   |                       | Paris Saint-Germain   |                                 |

O destaque colorido indica a conquista de:
- Dobradinha (vencer o Campeonato e a Taça de França na mesma época).

## Vitórias Múltiplas
| Clubes Vencedores de Tripletes e Dobradinhas |                       |           |             |                                    |
| Nº                                           | Clube                 | Tripletes | Dobradinhas | Épocas                             |
| 1                                            | Paris Saint-Germain   | 2         | 2           | 2014–15, 2015–16                   |
| 2                                            | Saint-Étienne         | –         | 4           | 1967–68, 1969–70, 1973–74, 1974–75 |
| 3                                            | Olympique de Marselha | –         | 2           | 1971–72, 1988–89                   |
| 3                                            | Lille                 | –         | 2           | 1945–46, 2010–11                   |
| 5                                            | Sète                  | –         | 1           | 1933–34                            |
| 5                                            | Racing Paris          | –         | 1           | 1935–36                            |
| 5                                            | Nice                  | –         | 1           | 1951–52                            |
| 5                                            | Reims                 | –         | 1           | 1957–58                            |
| 5                                            | Monaco                | –         | 1           | 1962–63                            |
| 5                                            | Bordeaux              | –         | 1           | 1986–87                            |
| 5                                            | Auxerre               | –         | 1           | 1995–96                            |
| 5                                            | Lyon                  | –         | 1           | 2007–08                            |

Nota: As épocas dos tripletes são apresentadas em negrito.